# Championnat de Nouvelle-Zélande de football 1974
Navigation
Saison précédente Saison suivante
La saison 1974 du Championnat de Nouvelle-Zélande de football est la 5e édition du championnat de première division en Nouvelle-Zélande. La NSL (National Soccer League) regroupe dix clubs du pays au sein d'une poule unique, où ils s'affrontent deux fois au cours de la saison, à domicile et à l'extérieur. À la fin de la compétition, le dernier du classement est relégué et remplacé par le meilleur club des ligues régionales sont promues parmi l'élite.
C'est le club de Mount Wellington AFC qui remporte la compétition après avoir terminé en tête du classement final, avec sept points d'avance sur le tenant du titre, Christchurch United AFC et huit sur le duo New Brighton AFC-Stop Out. C'est le deuxième titre de champion de Nouvelle-Zélande de l'histoire du club, après celui remporté en 1972.

## Les clubs participants
| - Blockhouse Bay - Christchurch United AFC - Eastern Suburbs AFC - Stop Out - North Shore United AFC - Promu de D2 | - Gisborne City AFC - New Brighton AFC - Mount Wellington AFC - Wellington City - Wellington Diamond United |

## Compétition

### Classement
Le barème utilisé pour établir le classement est le suivant :
- Victoire : 2 points
- Match nul : 1 point
- Défaite : 0 point

| Rang | Équipe                          | Pts | J  | G  | N | P  | Bp | Bc | Diff |
| ---- | ------------------------------- | --- | -- | -- | - | -- | -- | -- | ---- |
| 1    | Mount Wellington AFC            | 29  | 18 | 12 | 5 | 1  | 44 | 19 | +25  |
| 2    | Christchurch United AFC (T) (C) | 22  | 18 | 8  | 6 | 4  | 31 | 19 | +12  |
| 3    | New Brighton AFC                | 21  | 18 | 9  | 3 | 6  | 34 | 25 | +9   |
| 4    | Stop Out                        | 21  | 18 | 9  | 3 | 6  | 26 | 23 | +3   |
| 5    | Blockhouse Bay                  | 20  | 18 | 8  | 4 | 6  | 32 | 23 | +9   |
| 6    | North Shore United AFC (P)      | 16  | 18 | 6  | 4 | 8  | 23 | 27 | -4   |
| 7    | Wellington City                 | 15  | 18 | 5  | 5 | 8  | 32 | 38 | -6   |
| 8    | Gisborne City AFC               | 13  | 18 | 5  | 3 | 10 | 21 | 35 | -14  |
| 9    | Eastern Suburbs AFC             | 13  | 18 | 5  | 3 | 10 | 23 | 45 | -22  |
| 10   | Wellington Diamond United       | 10  | 18 | 4  | 2 | 12 | 22 | 34 | -12  |

|  | Champion de Nouvelle-Zélande 1974                                                       |
|  | Relégation directe en deuxième division                                                 |
|  | (T) : Tenant du titre (C) : Vainqueur de la Coupe de Nouvelle-Zélande (P) : Promu de D2 |

## Bilan de la saison
| Championnat de Nouvelle-Zélande de football 1974                             |                                 |
| Champion                                                                     | Mount Wellington AFC (2e titre) |
| Coupes et trophées                                                           |                                 |
| Vainqueur de la Coupe de Nouvelle-Zélande 1974                               | Christchurch United AFC         |
| Promotions et relégations                                                    |                                 |
| Promus en Championnat de Nouvelle-Zélande de football                        | Caversham AFC                   |
| Relégués en Championnat de Nouvelle-Zélande de football de deuxième division | Wellington Diamond United       |